# Owego (Nowy Jork)
Owego – miasto w Stanach Zjednoczonych, w stanie Nowy Jork, w hrabstwie Tioga.